# Polygonum sawatchense
Polygonum sawatchense är en slideväxtart. Polygonum sawatchense ingår i släktet trampörter, och familjen slideväxter.

## Underarter
Arten delas in i följande underarter:
- P. s. oblivium
- P. s. sawatchense